# Gare de Narayama
La gare de Narayama (平城山駅, Narayama-eki) est une gare ferroviaire localisée à Nara, dans la préfecture de Nara. La gare est exploitée par la JR West.
En plus des trains sur la ligne Yamatoji, les trains de la ligne Nara s'arrêtent ici.

## Service des voyageurs

### Desserte
Deux trains de la ligne Nara s'arrêtent à la gare de Narayama.
- Local (普通 Futsu)
- Regional Rapid Service (区間快速 Kukan-kaisoku)

Les trains Rapid service et Miyakoji Rapid Service ne s'arrêtent pas à la gare de Narayama.
| 1 | ■Ligne Yamatoji | pour Kizu et Kamo                                                                                |  |
| 1 | ■Ligne Nara     | pour Kizu, Uji et Kyoto                                                                          |  |
| 2 | ■Ligne Yamatoji | pour Nara, Tennōji, JR Namba et Osaka Ainsi que les trains de la ligne Nara depuis Uji pour Nara |  |

| Direction Kamo |  | JR West Ligne Yamatoji Inclus les trains de la ligne Gakkentoshi                   |  | Direction JR Namba |
| Kizu           |  | Local 普通 Futsū                                                                   |  | Nara               |
| Kizu           |  | Direct Rapid Service (Ligne Yamatoji, ligne Gakkentoshi) 直通快速 Chokutsū kaisoku |  | Nara               |
| Kizu           |  | Rapid Service (Ligne Yamatoji, ligne Gakkentoshi) 快速 Kaisoku                     |  | Nara               |
| Kizu           |  | Yamatoji Rapid Service 大和路快速 Yamatoji kaisoku                                 |  | Nara               |

| Direction Kyoto |  | JR West Ligne Nara                                         |  | Direction Nara |
| Kizu            |  | Local 普通 Futsū                                           |  | Nara           |
| Kizu            |  | Regional Rapid Service 区間快速 Kukan-kaisoku              |  | Nara           |
| Pas de service  |  | Rapid Service 快速 Kaisoku                                 |  | Pas de service |
| Pas de service  |  | Miyakoji Rapid Service みやこ路快速 Miyakoji Rapid Service |  | Pas de service |